# Franz König (Mediziner)

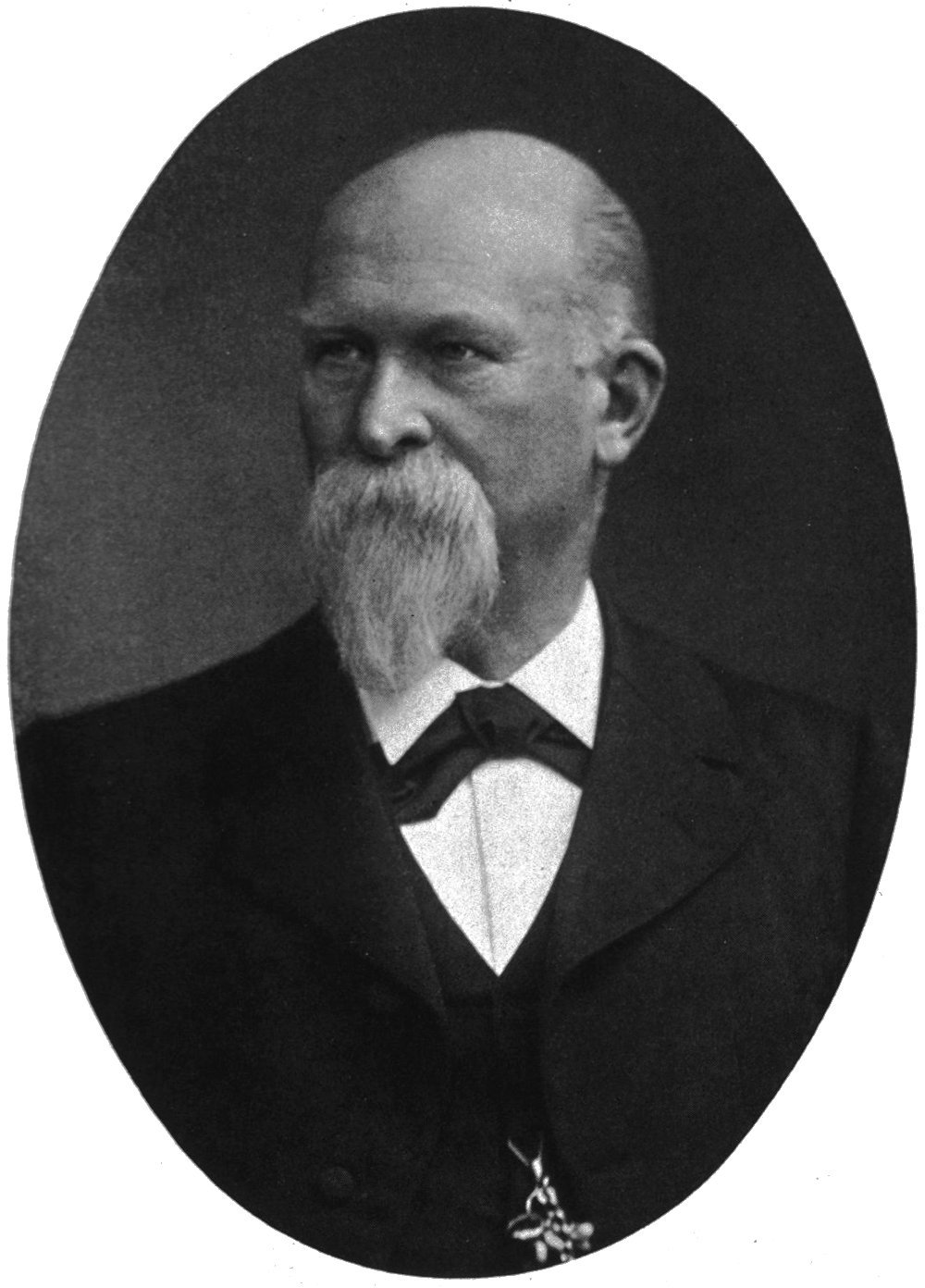
Franz König

Franz König (* 16. Februar 1832 in Rotenburg an der Fulda; † 12. Dezember 1910 in Grunewald bei Berlin) war ein deutscher Chirurg und Hochschullehrer. Er war Lehrstuhlinhaber in Rostock, Göttingen und Berlin.

## Leben

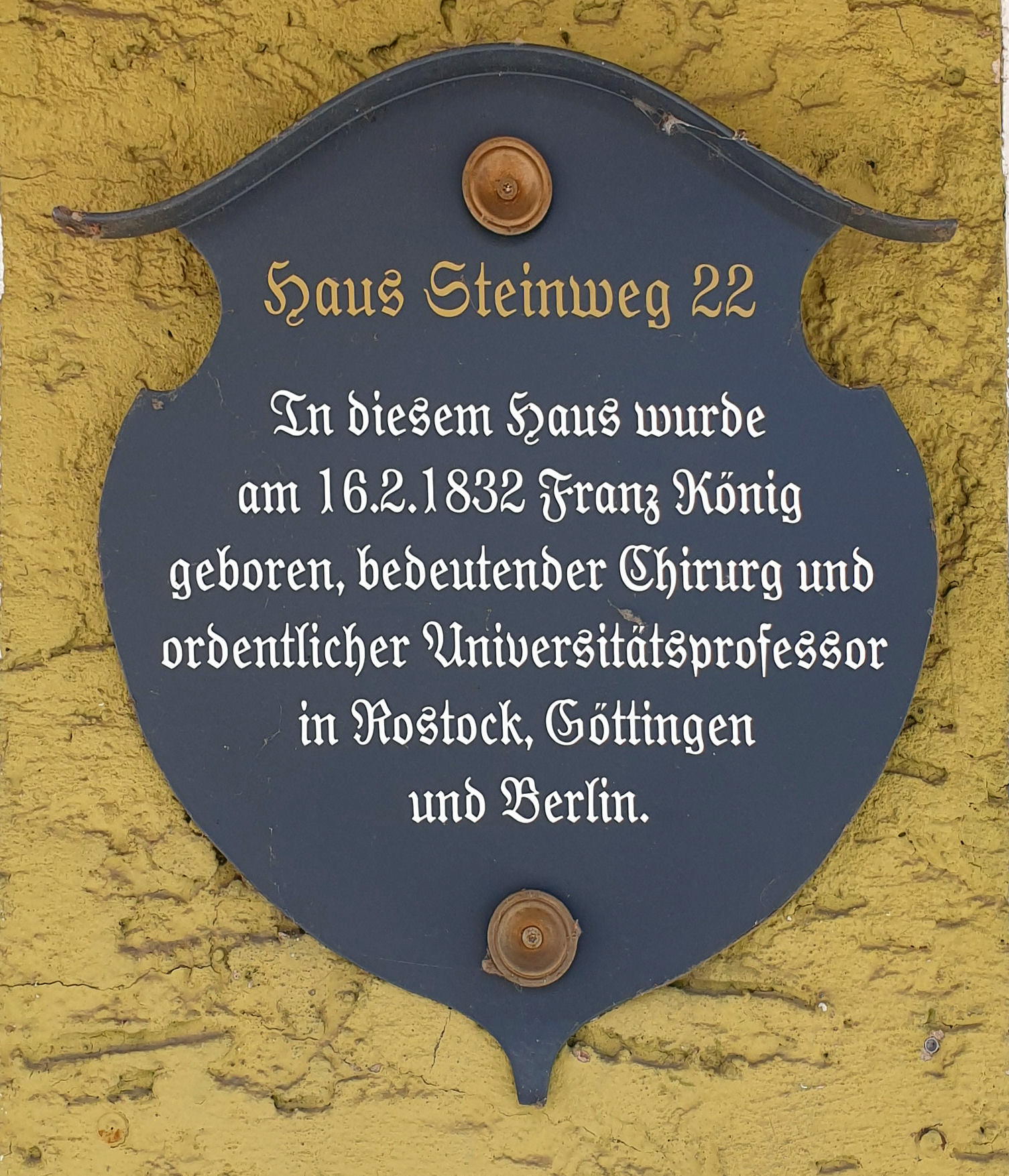
Gedenktafel am Haus, Steinweg 22, in Rotenburg an der Fulda

Franz König war Sohn von Christian König († 1871), Leibarzt der Hessen-Rotenburg, später Amtsphysikus in Wetter bei Marburg. Seine Mutter war dessen Ehefrau Amalie König geborene Knobel, die einer hessischen Beamten- und Pfarrerfamilie entstammte.
Franz König studierte an der Philipps-Universität Marburg Medizin. Am 26. November 1851 wurde er im Corps Teutonia zu Marburg recipiert. Ungewöhnlich führungsstark, klammerte er zweimal die Dritte, einmal die Zweite und dreimal die Erste Charge. Zwischenzeitlich an der Friedrich-Wilhelms-Universität zu Berlin, wurde er 1856 in Marburg zum Dr. med. promoviert. 1859 ließ er sich als praktischer Arzt in Homberg (Efze) nieder. Er ging anschließend als Krankenhausarzt an das Landeskrankenhaus in Hanau. Die chirurgische Weiterbildung durchlief er in Marburg und Berlin.

### Lehrstühle
Ohne Habilitation, aber wissenschaftlich ausgewiesen, folgte er 1869 dem Ruf der Universität Rostock auf ihren Lehrstuhl für Chirurgie. Als Nachfolger von Wilhelm Baum wechselte er 1875 auf den Lehrstuhl der Georg-August-Universität Göttingen. Dort gehörte Otto Hildebrand von 1886 bis 1895 zu seinen Assistenten.
Wiederum als Ordinarius übernahm er 1895 die Chirurgische Klinik der Charité als Nachfolger von Heinrich Adolf von Bardeleben. Mit König war auch Hildebrand als Oberarzt an die Charité gekommen. Die Klinik wurde unter König ab 1897 durch Neubauten erweitert und gewann wieder an verlorenem Ansehen. König wurde Ende 1904 emeritiert. Er wurde zum Geheimen Medizinalrat ernannt.

### Bedeutung
König war es gelungen, umfangreiche Forschungen zur Tuberkulose der Knochen und Gelenke durchzuführen und die Ergebnisse zu veröffentlichen. Das führte auch zu neuen Erkenntnissen über das Frühstadium dieser Krankheit und zur Untersuchung weiterer Gelenkerkrankungen sowie zur erfolgreichen Anwendung von Resektionen verschiedener gestörter Knochen. Die von seinem Assistenzarzt Friedrich Maass gemachte Entdeckung, dass eine äußere Herzdruckmassage, durchgeführt mit einer Frequenz von 120 pro Minute mit Kompression der unteren Thoraxappertur, eine effektive Wiederbelebungsmaßnahme darstellt, verteidigte und publizierte König 1892 (beinahe 70 Jahre bevor das Verfahren in Amerika neu aufgegriffen und dann in Europa Akzeptanz fand). Von 1904 bis 1927 wirkte Otto Hildebrand als Königs Nachfolger.

### Ehrung
Dank seiner Verdienste um die Knochen- und Gelenkchirurgie wurde Franz König auf der ersten Tagung der 1901 gegründeten Deutschen Gesellschaft für orthopädische Chirurgie neben Ernst von Bergmann am 1. April 1902 zum Ehrenmitglied ernannt.

### Ehe und Nachfahren
König heiratete im Jahr 1862 in Hanau Charlotte Deines (1843–1892). Deren Eltern waren der Fabrikant Konrad Deines (1808–1880) aus Hanau und dessen Ehefrau Margarete Deines, geborene Boch. Franz König hatte vier Söhne, darunter als zweiter Sohn der spätere Chirurg Fritz König (1866–1952), der ebenfalls Lehrstuhlinhaber an verschiedenen deutschen Universitäten und Präsident der Deutschen Gesellschaft für Chirurgie wurde.

## Schriften
- Der Lister’sche Verband und die Sehnennaht. In: Centralblatt für Chirurgie. Jahrgang 1, 1874, S. [129–]131.
- Lehrbuch der speciellen Chirurgie für Aerzte und Studirende. 2 Bände. Verlag von August Hirschwald, Berlin 1875–1877.
- Lehrbuch der allgemeinen Chirurgie für Aerzte und Studirende. Berlin 1889, übersetzt in zahlreiche andere Sprachen.[3]
- Lebenserinnerungen. Berlin 1912.